# Bois-l'Évêque (forêt)
Pour les articles homonymes, voir Bois-l'Évêque, Bois (homonymie), Bois (communes) et L'Évêque.
Le Bois-l'Évêque (Forêt domaniale de Bois-l'Évêque appelée également Bois du Pommereuil) est une forêt française située dans le département du Nord, sur les bords de la Sambre. Il est entièrement situé sur le territoire de la commune d'Ors et est entouré des communes du Pommereuil et de Fontaine-au-Bois.
D'une superficie de 730 ha, le Bois-l'Évêque, comme la forêt de Mormal voisine, est un vestige de la vaste forêt Charbonnière décrite par les chroniqueurs du Haut Moyen Âge, elle-même relique de la forêt préhistorique qui s'est reconstituée après la fin de la dernière glaciation il y a environ 10 000 ans.

## Historique
Au Xe siècle, une forêt située sur les bords de la rivière Sambre fut donnée à l'évêque de Cambrai, Rothard.
Puis au XIe siècle, Gérard Ier, évêque de Cambrai, fit don à l'abbaye Saint-André du Cateau des terres appartenant au village d'Ors dont faisait partie le Bois-l'Évêque. Le Bois-l'Évêque s'appelait alors le "Grand Bois-l'Évêque".
L'État entra en possession du Bois-l'Évêque à la Révolution. Il en est toujours propriétaire et en a confié la gestion  à l'Office National des Forêts.
La forêt et Le Pommereuil furent très endommagés le 24 juin 1967 par une tornade de type F4 (échelle de Fujita) qui faisait 2 500 m de large, qui a fait 7 morts, 61 blessés, 600 maisons détruites et 130 millions de francs de dégâts.
La forêt a abrité (jusqu'en 2002) le camp militaire d'Ors (ou camp de Bois-l'Évêque), et son dépôt de munitions dit « dépôt d'Ors ».

## Écologie
Les espèces présentes il y a plusieurs siècles sont toujours les mêmes aujourd'hui. La futaie est constituée de chêne pédonculé, accompagné de charme, d'érable sycomore, de merisier, de frêne, de bouleau, d'orme, de sorbier, toutes espèces qui rencontrent des conditions de croissance très favorables sur des sols particulièrement riches. Ces feuillus, présents sur les deux tiers de la forêt, sont âgés d'environ 90 ans, le Bois ayant, comme Mormal, beaucoup souffert pendant la Première Guerre mondiale (vastes coupes à blanc).
Le tiers restant est une futaie résineuse constituée essentiellement d'épicéa de Sitka. Ces résineux ont été plantés à partir de l'hiver 1967 pour reboiser les parcelles dévastées  par la tornade, qui avait alors touché tous les environs.
Ces résineux arrivent à maturité au début des années 2000 et sont alors progressivement remplacés par des feuillus.
Le Bois-l'Évêque abrite une faune diverse et riche : parmi les grands herbivores, chevreuils et sangliers.

## Sites remarquables

### Étang du Flaquet Briffaut
Le "Flaquet" existait déjà au XIe siècle et appartenait, comme la forêt, à l'abbaye Saint-André du Cateau qui le louait comme vivier.
Actuellement, il a pour vocations principales la pêche et la promenade.

### Le Polissoir

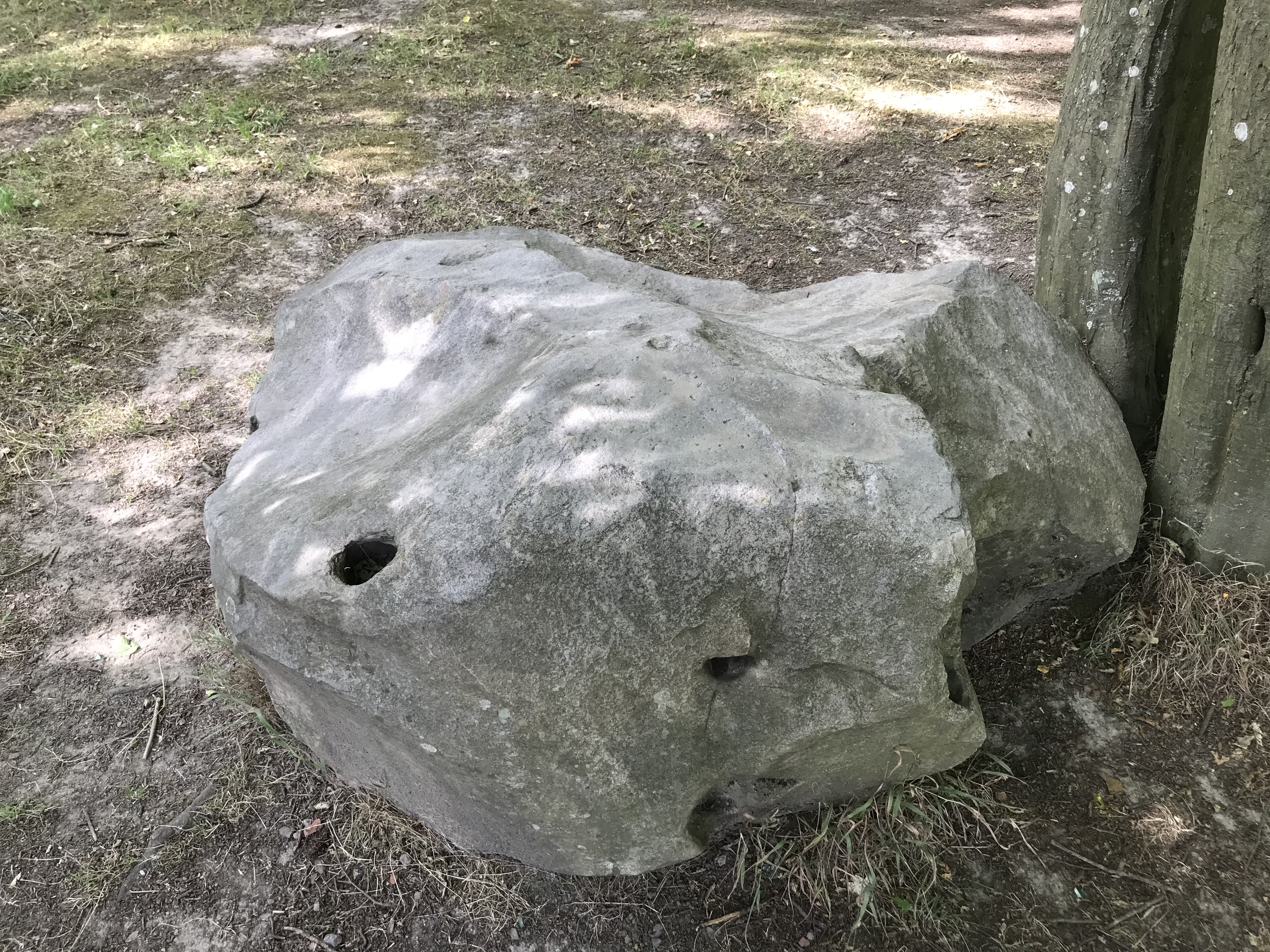
Le Polissoir

Ce grès landénien a été retiré de l'Étang du Flaquet en 1971, et est installé à proximité sous les arbres. C'est un polissoir datant du début du Néolithique. Il est inscrit aux Monuments Historiques depuis 1980.
Deux plages de polissage contiguës sur le sommet, témoignent de l'utilisation qui en était faite pour polir les pierres afin de rendre les outils et les armes moins cassants et les tranchants plus efficaces.

### Maison Wilfred-Owen

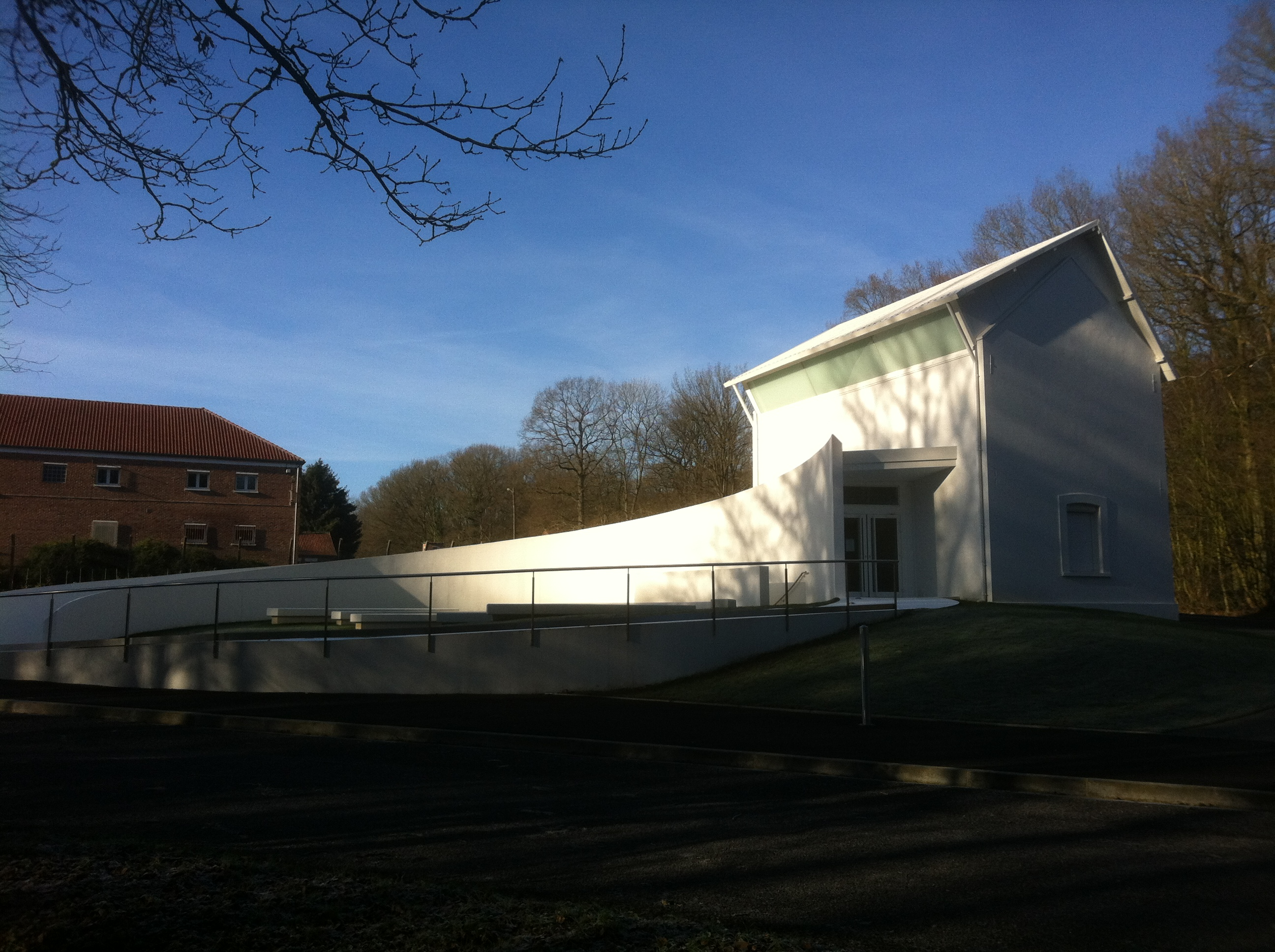
La maison forestière Wilfred Owen

L'ancienne maison forestière de l'Ermitage a été transformée en une œuvre d'art monumentale dédiée à Wilfred Owen. Cet ensemble de structures de couleur blanche a été conçu par Simon Patterson.

### Le sentier des Jacinthes
Permettant de relier Ors au Flaquet, ce sentier de 3,2 km apparaissait déjà sur de très anciennes cartes de la forêt. Certains l'ont baptisé "sentier des jacinthes" car au début du printemps, particulièrement dans la partie du bois entre Ors et la chapelle, un immense tapis de jacinthes l'envahit de toute part.

### Chapelle de Notre-Dame-de-Bon-Secours

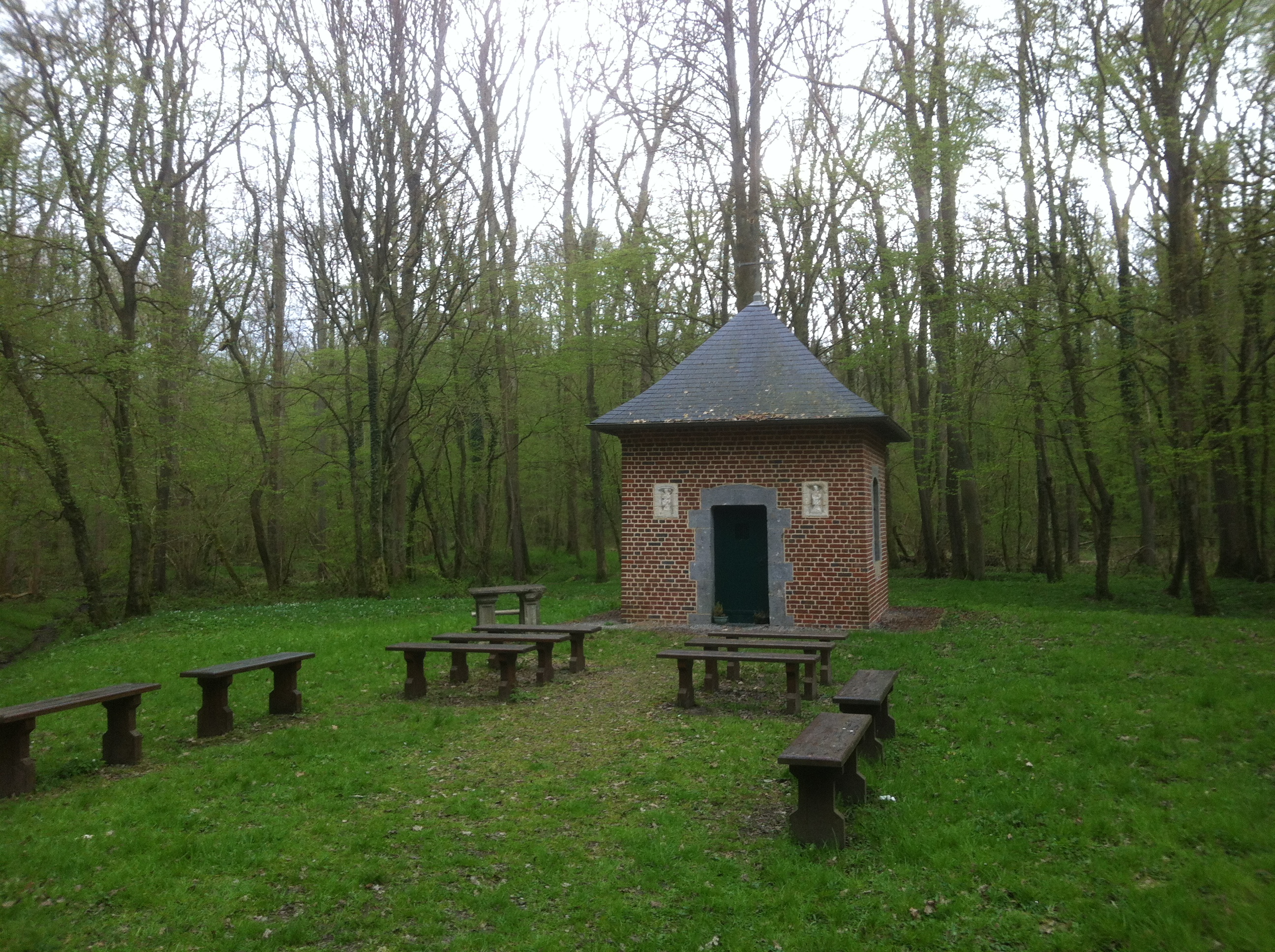
Chapelle de Notre-Dame-de-Bon-Secours

Cette chapelle située au milieu de la forêt, bâtie au bord de  la Fontaine de l'Ermitage, est dédiée à Notre-Dame-de-Bon-Secours. Elle est érigée non loin de l'emplacement d'une ancienne abbaye bénédictine.
Autrefois les Gaulois, par superstition, rendaient hommage à l'eau et y jetaient des objets de grande valeur. Les fontaines étant restées des lieux de pèlerinages, les sanctuaires gaulois furent remplacés par des chapelles chrétiennes.
Aujourd'hui, une messe est célébrée le 15 août de chaque année, en l'honneur de la Vierge Marie.